# Palicourea canaguensis
Palicourea canaguensis är en måreväxtart som beskrevs av Julian Alfred Steyermark. Palicourea canaguensis ingår i släktet Palicourea och familjen måreväxter. Inga underarter finns listade i Catalogue of Life.